# Redemptoris nostri cruciatus
Redemptoris nostri cruciatus ist eine Friedensenzyklika von Papst Pius XII. Mit diesem, am 15. April 1949 veröffentlichten, Rundschreiben widmete er sich den „heiligen Orten in Palästina“.
Ein halbes Jahr nach seiner Enzyklika In multiplicibus curis (24. Oktober 1948) und der im Frühjahr 1949 eingesetzten Waffenruhe in Palästina unterstrich Pius XII. in dieser Enzyklika das Rückkehrrecht der Palästinaflüchtlinge und den notwendigen Schutz der Heiligen Orte und Stätten in Palästina. Er forderte die Internationalisierung Jerusalems gemäß den Vorstellungen des
UN-Teilungsplans („Corpus separatum“). Der Papst meinte, dass es notwendig sei, mit legalen Maßnahmen eine gerechte Situation und dauernde Stabilität in Jerusalem zu erreichen.